# Манисти
Манисти (англ. Manistee) — город в США, административный центр и единственный город округа Манисти штат Мичиган. Расположен в устье одноимённой реки на берегу озера Мичиган.

## История
В 1751 году в Манисти была создана иезуитская миссия. В начале XIX века миссионеры посетили Манисти, к 1826 году на берегу озера Манисти был построен дом иезуитов.
С 1836 по 1848 годы большая часть долины реки Манисти, включая сам Манисти, была резервацией оттавы. Во время Город был центром лесозаготовок в конце XIX века. Через порт Манисти проходил поток дерева, которое затем поставлялось на рынки пиломатериалов в Гранд-Рапидс, Милуоки и Чикаго.
Первое постоянное поселение европейцев появилось 16 апреля 1841 года, когда Джон Стронач и его сын Адам приплыли в устье реки Манисти с 15 людьми и оборудованием и построили лесопилку.
В 1846 году город получил название «Манисти» и стал частью округа Оттава. После того, как в 1855 году был организован ряд новых округов, город присоединился к округу Манисти..
8 октября 1871 года город был практически полностью уничтожен огнем великого чикагского пожара.